# Cockpit USA
Cockpit USA Inc. američka je odjevna tvrtka čije je sjedište u New Yorku, SAD. Djelatnost tvrtke je ugovorna proizvodnja pilotskih jakni i ostale vojne odjeće za Američku vladu (Ratno zrakoplovstvo SAD-a, Ratnu mornaricu SAD-a i Obalnu stražu SAD-a), proizvodnja pilotskih jakni i ostale klasične američke odjeće za krajnje potrošače.

## Osnutak i razvoj tvrtke
Tvrtku su osnovali supružnici Jeff i Jacky Clyman 1975. godine u New Yorku, SAD. Prvotni naziv tvrtke bio je Avirex Ltd. Unatoč popularnom mišljenju, tvrtka nije bila dobavljač Američkoj vladi u Drugom svjetskom ratu jer je osnovana 1975. godine. Od 1980. godine kompanija ugovorno isporučuje vojnu odjeću (pilotske jakne N2B i N3B) za Američku vladu - Američku ratnu mornaricu i Američko ratno zrakoplovstvo. Američko ratno zrakoplovstvo (U.S.A.F.) je, 1987. godine, na četrdesetu obljetnicu američkih zračnih snaga željelo ponovno uvesti A-2 pilotsku jaknu kao standardni dio opreme pilota. Posljedično je tvrtka tijekom 1987. godine sudjelovala u izradi probnih modela, ali ne dobiva prvi ugovor jer su potrošili više novca na razvoj probnih jakni nego što je bila vrijednost ugovora. Navedeni ugovor za izradu A-2 jakni 1988. godine dobiva Tvrtka Cooper Sportswear, a Avirex dobiva ugovore za A-2 jakne 1998., 1999. i 2007. godine, ali tada pod imenom Cockpit. Tvrtka je i danas službeni dobavljač Ratnog zrakoplovstva SAD-a. Od 2000. godine počinje proizvoditi poboljšanu seriju službenih jakni "Official U.S.A.F. 21st Century A-2" koristeći suvremene specifikacije koje je ranije s američkom vladom uspostavila tvrtka "Cooper Sportswear". Treba napomenuti da Cockpit nikada nije bio službeni dobavljač G-1 jakni za američko mornarsko zrakoplovstvo (U.S.N.). Od 2006. godine, Code of Laws of the United States of America donosi rezoluciju "Berry Amendment" koja zahtijeva da Ministarstvo obrane Sjedinjenih Američkih Država daje smjernice u nabavama isključivo američkih domaćih proizvoda (hrana, odjeća, tkanine, specijalni metali) u smislu zaštite američke industrije. U dijelu koji se odnosi na specifikacije službenih jakna A-2 za Američku vladu, kozja koža (eng. goatskin) mora biti američkog porijekla od koza ojarenih i uzgojenih u SAD-u i štavljena u SAD-u. Ranije su tvrtke Cockpit USA (tada Avirex) i Cooper Sportswear uvažale kozju kožu iz Nigerije, Tasmanije i Pakistana. Tvrtka vrhunac medijske pozornosti i opće popularnosti dostiže kada je 1986. godine specijalno izradila "Top Gun G-1" jaknu za potrebe filma Top Gun, a u filmu ju je nosio američki glumac Tom Cruise.

## Distribucija
Tvrtka je 1986. godine otvorila svoj prvi "Cockpit" maloprodajni butik u SAD-u, u New Yorku na Broadwayu zatim "Factory outlet" na Long Island Cityu i "Cockpit" maloprodajni butik u Los Angelesu na Santa Monica Blvd. U ostatku svijeta bila je prisutna putem distributivnih i franšiznih ugovora u pojedinačnim privatnim specijaliziranim buticima, tako i u Zagrebu i Rijeci sredinom 1990-tih godina. Danas postoji samo jedna trgovina u New Yorku ("Showroom") gdje kupci dolaze uz prethodnu najavu, a sva ostala maloprodaja bazirana je na "online" trgovini putem web stranice te i dalje aktivnoj kataloškoj prodaji za američko tržište putem "Cockpit" kataloga. Osim redovitog kataloga "Cockpit" postojao je i katalog "Aviator's Club Catalog".

## Prodaja imena Avirex, novo ime tvrtke Cockpit USA Inc.
- krajem 2005. godine, vlasnici tvrtke, Jeff i Jacky Clyman, prodali su prava, ime i zaštitni znak "Avirex" i mijenjaju ime tvrtke u Cockpit USA Inc.
- Prodavši ime Avirex, vlasnici su se također riješili i urbane Hip-hop i sportske modne odjevne linije kako bi se pod imenom Cockpit posvetili isključivo proizvodnji vojne - avijatičarske i klasične odjevne linije.
- u službenim izjavama medijima, Jeff i Jacky Clyman ne navode sumu koju su dobili prodajom imena Avirex ali navode razloge prodaje Avirexa: gubljenje interesa u vođenju Avirexove urbane i sportske modne odjevne linije koju su željeli predati u ruke mlađim vlasnicima te želja za posvećivanjem isključivo svoje vojne - klasične odjevne linije Cockpit USA.
- Jeff i Jacky Clyman, 1. siječnja 2006. godine osnivaju novu tvrtku pod imenom "Cockpit USA Inc."
- Tvrtka ukida proizvodne i distributivne aktivnosti i franšizne ugovore van granica SAD-a koje je nekad imala u Europi i Aziji pod imenom Avirex i svu proizvodnju locira u matičnim tvornicama u SAD-u. U zadnjih nekoliko godina dio proizvodnje je preselila u Kinu (A-2 jakne od pamuka i dio kožnih A-2 jakni). Dio majica s kratkim rukavima proizvodi se u Portugalu. Većina baznog biznisa (kožne pilotske jakne za krajnje potrošače i službene pilotske jakne koje ugovorno isporučuje američkoj vladi - Ratnom zrakoplovstvu SAD-a, Ratnoj mornarici SAD-a, proizvedena je isključivo u SAD-u.

## Koža pilotskih jakni
- Službene pilotske jakne koje tvrtka ugovorno isporučuje Američkoj vladi izrađene su od kozje i konjske kože (goatskin, horsehide), dok pilotske jakne namijenjene za krajnje potrošače uz ove dvije spomenute vrste koža dolaze još i u specijalnoj antikviranoj janjećoj koži (antique lambskin). Ova je i zaštitni znak tvrtke jer je specijalnim metodama razvijena u tvrtki. Specifična je po tome što u kratkom vremenu postiže antikni izgled pilotske jakne kojoj daje poželjnu patinu odnosno 100 mission battle worn look kao da originalno potječe iz Drugog Svjetskog rata ili Korejskog rata.

## Ograničene serije pilotskih jakna koje tvrtka proizvodi danas pod imenom Cockpit USA
- G-1 TOP GUN MOVIE HEROES
- G-1 VINTAGE WITH PATCHES
- A-6 INTRUDER
- A-2 YANKEE LADY
- A-2 KING OF THE JUNGLE
- A-2 JOLTIN' JOSIE
- A-2 CHINA-BURMA-INDIA
- A-2 LAS VEGAS LADY
- A-2 NO COMPROMISE
- A-2 RED HOT RIDING GOOD
- G-1 USS FORRESTAL CVA-59
- A-2 FLYING TIGERS
- G-1 CHINA LAKE

## Ograničene serije pilotskih jakna koje je tvrtka proizvodila pod imenom Avirex 1980-tih i 1990-tih godina
- A-2 FLYING TIGERS
- A-2 LUCKY STRIKE
- A-2 SEVEN WISHES
- A-2 COMMEMORATIVE GLENN MILLER
- A-2 INVASION OF NORMANDY
- A-2 FLYING TIGERS FLYING FOR FREEDOM
- A-2 DOUBLE TROUBLE
- A-2 WILD CHILD
- A-2 HOLLYWOOD CANTEEN
- A-2 BERNARD OF HOLLYWOOD
- A-2 ORIGINAL MARGARITA BY COINTREAU
- A-2 AIR APACHES
- A-2 HOLLYWOOD AT WAR
- A-2 SWEETEST ROSE OF TEXAS
- A-2 HEAVENLY BODY
- A-2 SACK TIME
- A-2 MY AIM IS TRUE
- G-1 YA AMERIKANETS U.S.N. WITH PATCHES
- A-2 VIDA GUERRA
- A-2 VISIBILITY PERFECT
- A-2 50TH U.S.A.F. ANNIVERSARY
- A-2 LIBERTY BELLE 1941-1991 50 YEARS OF FREEDOM
- A-2 SAIPAN 1945
- A-2 THE RIGHT STUFF BELL X-1
- A-2 AVG FLYING TIGERS SAIPAN 1945 10TH EXCEPTIONNEL
- A-2 MOUNT'N RIDE

## Galerija
- Cockpit USA Top Gun G-1 U.S.N. Goatskin "Movie Heroes"
- Cockpit USA Top Gun G-1 U.S.N. Goatskin "Movie Heroes"
- Cockpit USA "Top Gun G-1 classic lambskin" jakna
- Pilotska jakna Cockpit USA "Vintage Goatskin G-1 with patches"
- Izgled originalne etikete sa specifikacijom s nekadašnjim nazivom tvrtke Avirex LTD.
- Izgled originalne etikete sa specifikacijom s današnjim nazivom tvrtke Cockpit USA Inc.
- Jeff i Jacky Clyman, vlasnici i osnivači tvrtke Cockpit USA te osnivači i vlasnici nekadašnjeg Avirexa
- Dio modela pilotskih jakna koje je tvrtka proizvodila pod imenom Avirex LTD.
- Dio modela pilotskih jakna koje tvrtka proizvodi danas pod imenom Cockpit USA

## Pogledajte i
- Avijacija
- Pilotska jakna
- Cowboys of the sky
- American Airpower Museum
- Top Gun
- Ratno zrakoplovstvo SAD-a
- Ratna mornarica SAD-a
- Obalna straža SAD-a

## Vanjske poveznice
- Kratki video isječak - Invodo.com: Jacky Clyman, vlasnica kompanije Cockpit USA[neaktivna poveznica]
- Kratki video isječak - YouTube: izrada "A-2" pilotske jakne u tvornici Cockpit USA
- Kratki video isječak - YouTube: izrada "G-1" pilotske jakne u tvornici Cockpit USA
- American Airpower Muzej